# Konstantina Tsibanaku
Konstantina Tsibanaku –en griego, Κωνσταντίνα Τσιβανάκου– (16 de octubre de 1981) es una deportista griega que compitió en lucha libre. Ganó una medalla de bronce en el Campeonato Europeo de Lucha de 2001, en la categoría de 56 kg.

## Palmarés internacional
| Campeonato Europeo | Campeonato Europeo | Campeonato Europeo | Campeonato Europeo |
| Año                | Lugar              | Medalla            | Categoría          |
| ------------------ | ------------------ | ------------------ | ------------------ |
| 2001               | Budapest (Hungría) | Medalla de bronce  | 56 kg              |